# Lijst van burgemeesters van Hei- en Boeicop
Dit is een lijst van burgemeesters van de voormalige Nederlandse gemeente Hei- en Boeicop in de provincie Zuid-Holland tot deze op 1 januari 1986 opging in de nieuwe gemeente Zederik.
| Ambtsperiode | Naam burgemeester                   | Partij of stroming | Bijzonderheden                                                                                |
| ------------ | ----------------------------------- | ------------------ | --------------------------------------------------------------------------------------------- |
| 18?? - 18??  | P. Hoolboom                         |                    |                                                                                               |
| 18?? - 18??  | F. v.d. Berg Pz.                    |                    |                                                                                               |
| 1844? - 1852 | W. Rooseboom                        |                    | vanaf 1847 tevens burgemeester van Vianen                                                     |
| 1852 - 1867  | J. Hoolboom                         |                    | In dezelfde periode tevens burgemeester van Schoonrewoerd, later burgemeester van Alkemade    |
| 1867 - 1871  | A.J. Goudriaan                      |                    | In dezelfde periode tevens burgemeester van Schoonrewoerd, later burgemeester van Hardinxveld |
| 1871 - 1892  | Willem Nicolaas Johannes van Slijpe |                    | In dezelfde periode tevens burgemeester van Lexmond                                           |
| 1892 - 1934  | Joost Pot                           |                    | In een deel van dezelfde periode tevens burgemeester van Lexmond                              |
| 1934 - 1937  | D.C. de Leeuw                       |                    | In dezelfde periode tevens burgemeester van Schoonrewoerd                                     |
| 1937 - 1960  | A.J. de Wolff                       |                    | In (een deel van) dezelfde periode tevens burgemeester van Schoonrewoerd                      |
| 1961 - 1974  | Pleun (P.) Visser                   | CHU                | In (een deel van) dezelfde periode tevens burgemeester van Schoonrewoerd en Lexmond           |
| 1974 - 1986  | G. (Gijsbertus) Hokken              | CHU / CDA          | In dezelfde periode tevens burgemeester van Schoonrewoerd en Lexmond                          |